# Morrill (Maine)
Morrill – miasto w Stanach Zjednoczonych, w stanie Maine, w hrabstwie Waldo.